# Klooster van de ongeschoeide karmelieten (Brussel)

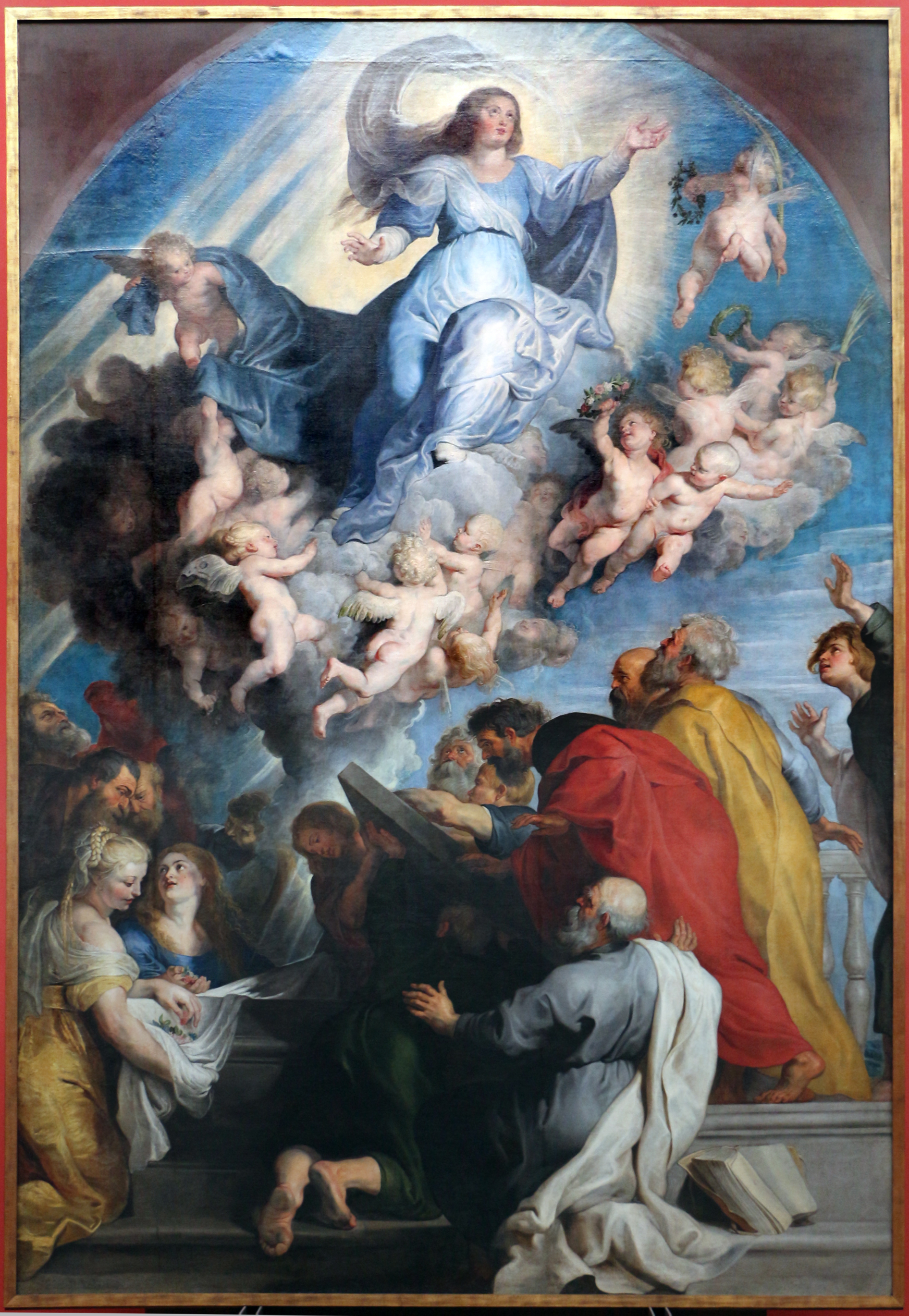
De Tenhemelopneming van Rubens die in de kloosterkerk hing (nu in de KMSKB). Het werk is grotendeels gemaakt door assistenten en nogal droog.

Het Ongeschoeide karmelietenklooster van Brussel was een klooster van de ongeschoeide karmelieten dat bestond van 1610 tot 1796.

## Geschiedenis
De eerste lichting van zes paters kwam uit Italië, op verzoek van Ana de Jesús, de priores van de ongeschoeide karmelietessen. De karmelieten moesten spirituele leiding geven aan de vrouwengemeenschap en ook aan de geschoeide karmelieten in de benedenstad. Aanvankelijk verbleven ze in de Brusselse refuge van de Abdij van Orval. Dit was geregeld door Bernard de Montgaillard, een vertrouweling van de aartshertogen Albrecht en Isabella.
De karmelieten kregen toestemming om een klooster te bouwen op de plek waar tot 1568 het Hof van Culemborg had gestaan, beroemd om het Eedverbond der Edelen dat er gesmeed was. Alva had het laten afbreken en zout laten strooien over het braakland, omdat de misdaad zo abominabel was dat de plek zelf in de schuld deelde en nooit meer bebouwd mocht worden. Veertig jaar later waren de gemoederen enigszins bekoeld. Men achtte men het niet verkeerd en eigenlijk zelfs gepast dat een zo heilige gemeenschap als de ongeschoeide karmelieten de zonden uit het verleden zou komen uitwissen. Zoals elders was hun taak om geestelijke bijstand te verlenen aan de "grote" karmelieten, die bij hen te biecht gingen.

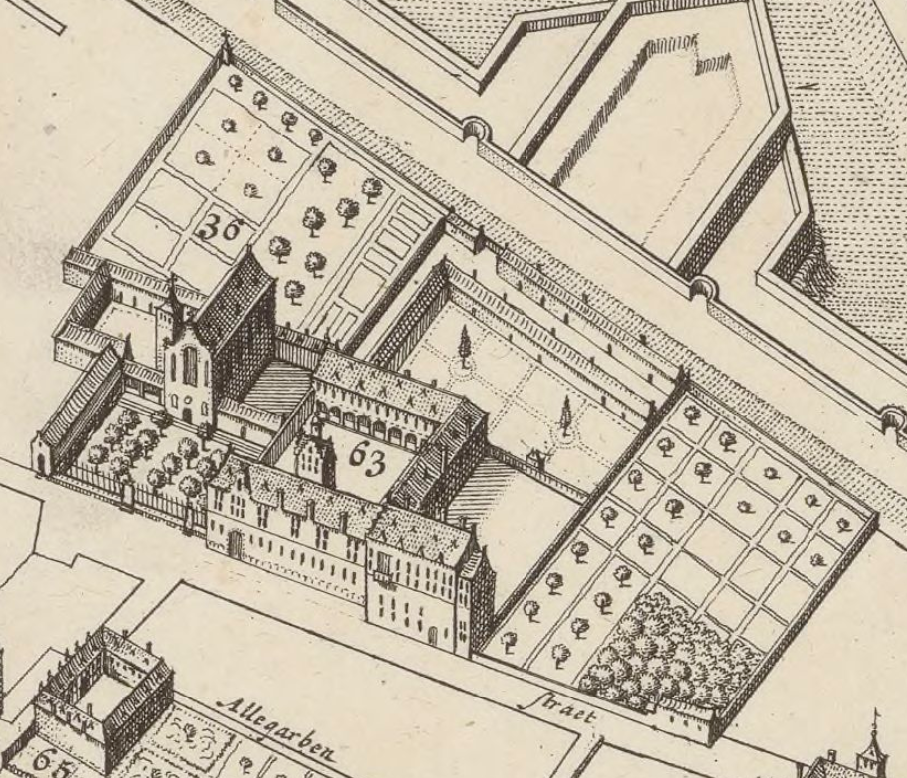
Het klooster op een stadsplan uit 1695.

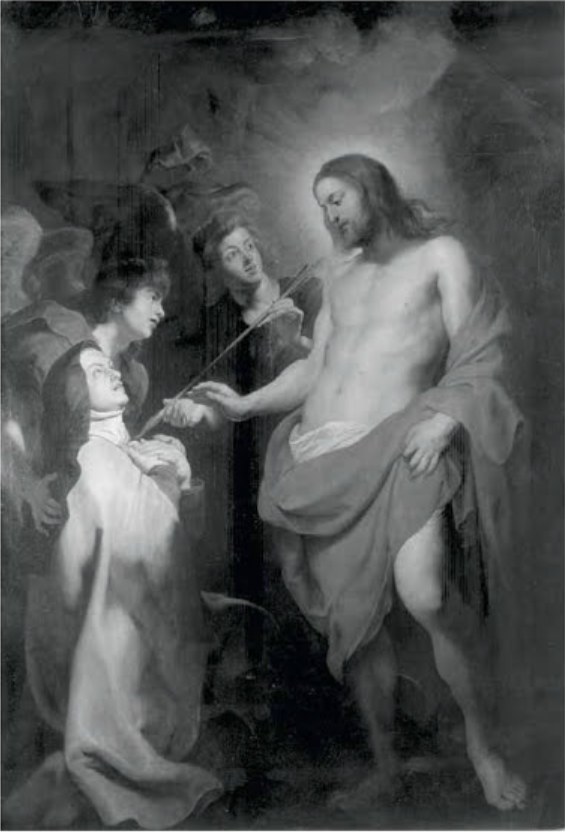
De verloren Rubens, Transverberatie van de heilige Teresa, c. 1615.

De kerk werd ingewijd in oktober 1614. Ze was bekostigd door grote edelen als Spinola, de markies van Havré, de Pool Refradosky en de prinses van Chimay. Voor het hoofdaltaar werd een Transverberatie van Theresa besteld bij Rubens. Omwille van Trentijnse voorschriften werd ze spoedig vervangen door een Tenhemelopneming, eveneens van zijn hand. De voorname families Arenberg en Bournonville hadden er praalgraven voor hun overledenen. In ruil voor dit recht had Alexander II van Bournonville in 1663 een retabel geschonken aan de Theresakapel van de kerk waarin de originele Transverberatie van Rubens verwerkt was.
Ook de Franse dichter Jean-Baptiste Rousseau werd er in 1741 begraven. De kloostertuin strekte zich uit tot aan de stadswallen en telde twee kluizen (Sint-Onufrius en Sint-Katelijne).
De orde werd opgeheven in de Franse tijd. Op 4 november 1796 werden de ongeschoeide karmelieten verdreven en in 1811 werd hun klooster afgebroken. Op het terrein werd de Karmelietengevangenis gebouwd, waar onder meer Verlaine nog in voorhechtenis zat. Na het in gebruik nemen van Sint-Gillis kwam de Prins Albertkazerne in de plaats (bouwfase 1886-1907).
Ondertussen waren de ongeschoeide karmelieten teruggekeerd in Brussel (1852). Langs de Guldenvlieslaan bouwden ze een kerk met klooster (1861-75). Bij de aanleg van de Louizagalerij in de jaren 60 verhuisde het klooster naar het dak van het complex.

## Personaliteiten
- Herman van Steene, prior 1679-1683 en stichter van de Congregatie van de Zusters Maricolen

## Voetnoten
1. ↑  Thomas de Jésus, François de Sainte-Anne, Sébastien de François, Louis de l'Assomption, Hilaire de Saint Augustin en een lekenbroeder.
2. ↑  In 1940 is het schilderij verbrand tijdens de London Blitz. Kunsthandelaar François Deroy had er in 1758 een (inferieure) gravure van gemaakt met de inscriptie: "Gravé d'après le tableau original qui est dans l’église des R. R. P. P. petittes [sic] Carmes à Bruxelles" (zie fiche op RKD). De "petittes" betekent niet dat het doek was overgebracht naar de Kerk van de Karmelietessen, gelet op de "Révérends Pères". Zie ook Edeltraud Klueting, "Ikonen der Spiritualität des Karmel. Peter Paul Rubens' Darstellungen Teresas von Ávilla und ihre Vorbilder", in: Carmelus, 2013, blz. 47-100. Gearchiveerd op 17 oktober 2017.
3. ↑  Helena Bussers, "La famille de Bournonville et l'église des Carmes déchaussés à Bruxelles", in: Bulletin des musées royaux d’art et d’histoire, nr. 44, 1995, p. 113–124
4. ↑  Karmelietenkerk of kerk der Ongeschoeide Karmelieten, Inventaris Bouwkundig Erfgoed (bezocht 17 oktober 2017)